# FBC Grasshoppers Zurndorf
Der FBC Grasshoppers Zurndorf  ist der erste burgenländische Floorballverein und wurde 2008 gegründet. Seine Clubfarbe ist Grün/Schwarz und die Heimspiele werden in der Sporthalle in Neusiedl am See ausgetragen.

## Damen-Bundesliga (Großfeld)
Grasshoppers Floorball spielt seit der Saison 2010/11 in der österreichischen (Großfeld-)Bundesliga. Vergangene Saison erreichten sie dabei den 3. Platz
Der Kader der Damen-Bundesligamannschaft – Saison 2014/15
| Pos.        | Nr. | Name               | Nat.       | Jahrgang |
| ----------- | --- | ------------------ | ---------- | -------- |
| Torhüter    | 91  | Nastja Schön       | Österreich |          |
| Torhüter    | 1   | Tanja Keczöl       | Österreich |          |
| Torhüter    | 61  | Julia Kaser        | Österreich |          |
| Verteidiger | 2   | Sophie Vitek       | Österreich |          |
| Verteidiger | 5   | Andrea Lehner      | Österreich |          |
| Verteidiger | 8   | Anita Winkler      | Österreich |          |
| Verteidiger | 9   | Vera Frühwirth     | Österreich |          |
| Verteidiger | 16  | Dworzak Julia      | Österreich |          |
| Verteidiger | 27  | Timna Pamer        | Österreich |          |
| Stürmer     | 3   | Elin Westin        | Schweden   |          |
| Stürmer     | 4   | Alica Wongel       | Österreich |          |
| Stürmer     | 7   | Michelle Steiner   | Österreich |          |
| Stürmer     | 12  | Zuzana Polacikova  | Slowakei   |          |
| Stürmer     | 13  | Ulrike Mayrhuber   | Österreich |          |
| Stürmer     | 15  | Christina Hieke    | Österreich |          |
| Stürmer     | 16  | Dworzak Veronika   | Österreich |          |
| Stürmer     | 17  | Pia Meschik        | Österreich |          |
| Stürmer     | 19  | Bianka Zsigmondova | Slowakei   |          |
| Stürmer     | 20  | Ferula Thaler      | Österreich |          |
| Stürmer     | 21  | Maria Salkovicova  | Slowakei   |          |
| Stürmer     | 23  | Barbara Angerer    | Österreich |          |

## Jugend
Der Verein verfügt über mehrere männliche und weibliche Nachwuchsmannschaften in verschiedenen Altersklassen.

## Erfolge
- 3. Platz Damen Großfeld Bundesliga 2013/14
- 2. Platz Damen Kleinfeld 2013
- Steirischer Meister U15 männlich 2011
- 3. Platz Damen Kleinfeld Staatsmeisterschaft 2010
- 4. Platz bei der Herren Kleinfeld Staatsmeisterschaft 2009
- 3. Platz Damen Großfeld Bundesliga 2011/12
- 3. Platz Damen Großfeld Bundesliga 2012/13
- 1. Platz Damen U12 Staatsmeisterschaft 2010